# Quéant
Quéant là một xã ở tỉnh Pas-de-Calais. vùng Hauts-de-France của Pháp.
Quéant có cự ly 15 dặm (24 km) về phía đông nam Arras, tại điểm giao lộ của đường D14 và D22.

## Thông tin nhân khẩu
| 1962                                                    | 1968 | 1975 | 1982 | 1990 | 1999 | 2006 |
| ------------------------------------------------------- | ---- | ---- | ---- | ---- | ---- | ---- |
| 615                                                     | 632  | 561  | 548  | 506  | 549  | 591  |
| Số liệu điều tra từ năm 1962: Dân số không tính hai lần |      |      |      |      |      |      |

## Địa điểm nổi bật
- Nhà thờ St.Leger, xây lại sau Chiến tranh thế giới thứ nhất.